# Juan Carlos Ceriani Gravier
Pour les articles homonymes, voir Gravier.
Juan Carlos Ceriani Gravier, né le 9 mars 1907 à Buenos Aires en Argentine et mort le 25 juin 1996 à Montevideo en Uruguay, est l'inventeur du futsal.
Il est issu d'une famille de confession chrétienne. Il a suivi une formation de Professeur d'éducation physique et sportive dans le mouvement œcuménique des Young Men's Christian Association (YMCA). Après sa formation universitaire à l'International YMCA Training School du Springfield College où il décroche ses diplômes de Secrétaire général de YMCA et Professeur d'éducation physique et sportive, il commence son activité à la YMCA de Buenos Aires (Argentine) de 1928 à 1929, puis émigre en Uruguay et s'installe à Montevideo, où il se distingue par l'étude, l'expérimentation et le perfectionnement d'une nouvelle activité sportive codifiée à partir de 4 autres sports (Handball, Basket-ball, Water-polo, Football Association) et aujourd'hui nommée futsal par contraction de l'appellation hispanophone Fútbol de Salón. Il meurt à Montevideo le 25 juin 1996, à l'âge de 89 ans.

## Biographie
Juan Carlos Ceriani est un enseignant, directeur des activités sportives et entraîneur, de natation et de water-polo argentin,, au sein de l'Asociacion Cristiana de Jovenes (ACJ, une branche sud-américaine des YMCA) à Montevideo en Uruguay.

### Formation scolaire et universitaire
Ceriani est formé au sein de l'Asociacion Cristiana de Jovenes (ACJ, une branche sud-américaine des Young Men's Christian Association). Il découvre les YMCA à quinze ans en fréquentant les étudiants de l’Institut technique de la Fédération sud-américaine des ACJ réalisant leurs travaux pratiques à la North America Academy de Montevideo où il est élève. À 19 ans, Ceriani rencontre James Stewart Summers, un responsable de l’Institut technique de la Fédération sud-américaine du YMCA qui contribue à consolider sa formation intellectuelle.
Son cursus scolaire, sa formation étudiante et ses grades et diplômes :
- il suit l'école primaire et secondaire en collège puis intègre le lycée local où il poursuit ses études générales et littéraires à Buenos Aires en Argentine.
- il suit un enseignement en économie et perfectionne son anglais à la North American Academy de Buenos Aires (qui deviendra l'Institut Universitaire Methodiste Crandon).
- il suit ses études post-universitaire à l'International YMCA Training School du Springfield College[note 2] aux États-Unis.
- il est diplômé de l'Institut Technique de la Fédération sud-américaine des YMCA (aujourd'hui Confédération latino-américaine) et titulaire du titre de Secrétaire général de l'Asociaciones Christianas de Jovenes (A.C.J.)[note 3] et professeur d'éducation physique.
- il participe pendant plusieurs années à de nombreux séminaires, études, conférences nationales et internationales en matière d'éducation physique et sportive.

### Responsabilités professionnelles exercées dans le cadre des A.C.J. (YMCA)
- Directeur du Département d'éducation physique de l'enfance à l'A.C.J. de Buenos-Aire (1928-1929).
- Directeur du Département de l'enfance à l'A.C.J. de Montevideo (1930-1935).
- Directeur des divisions de l'enfance et de la jeunesse dans les mêmes A.C.J. (1936-1940).
- Secrétaire général de l'A.C.J. de Montevideo (1940-1954)
- Secrétaire exécutif de l'Alliance mondiale des AACCJJ (YMCA), chargé du travail des enfants dans le monde, au siège de Genève en Suisse (1954-55),
- Secrétaire général de la Confédération Latino-américaine des YMCA (1956-1970) et Secrétaire général de la Fédération Argentine des A.C.J à Buenos Aires (1970-1973).

### Relations avec les activités sportives et les autres institutions
- Entraîneur de la Fédération Argentine de Natation et de Water-polo (1928-1929)
- Entraîneur Officiel de la Fédération Uruguayenne de Natation et Water-polo (1931-1935)
- Participant aux Jeux olympiques de Berlin (1936) et de Londres (1948).
- Président du Collège des arbitres de la Fédération Uruguayenne de Natation et de Water-polo dans les périodes de 1933 à 1937 et de 1948 à 1949.
- Fondateur, le 14 avril 1931, avec 14 jeunes, du club omnisports Club Biguá de Villa Biarritz (en) ou Club Biguá (es) qui se spécialise dans le Basket-ball, pour lequel il consacre plusieurs années à l'élaboration de l'orientation générale et l'encadrement des équipes sportives. Il coopérera encore pendant ses dernières années à titre de Conseiller général.
- Partenaire fondateur du Panathlon[note 4] de Montevideo.
- Membre de la Commission de Sélection des Athlètes au sein du Comité National Olympique Uruguayen.
- Membre du Comité directeur de Pro-Cardia pendant 5 ans.

### Création du futsal et relations avec ses institutions
À la suite des victoires uruguayennes aux Jeux olympiques 1924 et 1928 puis lors de la première Coupe du monde de football, les jeunes locaux sont fervents de football,. Juan Carlos Ceriani veut profiter de cet engouement pour introduire la pratique du football dans les écoles. Mais, faute de terrain de football suffisants, il développe la pratique sur les aires de basket-ball, présents eux dans la majorité des établissements scolaires. Une autre version de l'histoire veut que, pendant la saison des pluies, Juan Carlos Ceriani cherche une solution pour jour en salle à la suite des inondations des terrains extérieurs qui empêchent ses élèves de jouer au football durant de longues périodes. Il confectionne un ballon à faible rebond à l’aide de son collègue José Esperon. Appelant son nouveau sport fútbol de salón (football de salon), l'idée originelle n'est pas simplement de jouer au football sur un terrain de quartier, mais bel et bien de créer un nouveau sport avec ses propres règles plus strictes et moins violent, dans l'esprit d'éduquer les jeunes adultes, de les responsabiliser et de les rendre solidaires,.
Ceriani Gravier entreprend, de 1930 à septembre 1933 au sein de la YMCA de Montevideo, l'étude et le perfectionnement d'un nouveau sport collectif de balle au pied sous le nom anglais : Indoor-Foot-Ball (« football d'intérieur »),, anglicisme choisi dans le but de développer la discipline à travers le monde.
À la demande de James Stewart Summers, un responsable de l’Institut technique de la Fédération sud-américaine du YMCA, Juan-Carlos Ceriani Gravier rédige ses lois du futsal le 9 septembre 1933 puis les envoie à la Division internationale des YMCA à New York, afin d’en permettre une large diffusion. Puis il les distribue à tous les représentants des YMCA sud-américaines, sous le nom d'Indoor-Foot-Ball[réf. nécessaire]. Il s'agit d'une synthèse équilibrée de quatre sports distincts, dont les règles du jeu sont inspirées de trois sports de salle, le basket-ball (pour le nombre de joueurs), le handball (pour le terrain), le water-polo (pour le rôle de l’arbitre),.
Les règles du « fútbol de salon » sont rapidement diffusées en Amérique du Sud. Cela à partir de cours dispensés sous l’égide de Ceriani à Montevideo dans le cadre de l’Institut technique de la Fédération sud-américaine des ACJ. Les directeurs issus de tout le continent y étudient puis appliquent leurs travaux pratiques dans leur association respective.
Il a participé comme invité de marque de la FIFUSA à la 1re Coupe du monde de Futsal tenue à São Paulo - Brésil - en 1982. Bien qu'ayant été invité à assister aux 2e et 3e Championnats du Monde qui ont eu lieu en Espagne et en Australie, il n'a pas pu y assister pour des raisons personnelles. Il a reçu des notes et reconnaissances des autorités espagnoles et australiennes pendant ces deux événements.
Il a été en contact permanent avec la Fédération Internationale de Futsal (FIFUSA) et pratiquement depuis sa fondation, en particulier dans les années principales avec son président M. Januario D'Alesio Neto.
Enfin, il convient de mentionner qu'au cours des années, il a entretenu une correspondance régulière et l'échange d'idées avec les fédérations, les ligues et les clubs du Brésil, d'Argentine, du Paraguay, de Colombie, du Venezuela, du Costa Rica, du Mexique, des États-Unis, de l'Espagne, du Portugal, d'Israël et avec l'Australie.

## Testament et héritage
Alors âgé de 82 ans, le professeur Juan Carlos Ceriani a continué de maintenir des relations étroites avec les différentes institutions mentionnées ci-dessus, et aspire, tout comme il y a 58 ans, au moment de la création du Futsal, à finaliser les objectifs suivants :
1. que le futsal soit reconnu comme une nouvelle modalité sportive, authentique et originale, créée en Uruguay ;
2. que le crédit du futsal soit reconnu comme appartenant à la YMCA, par son soutien et la promotion de ce sport au sein de ses Ministères d'éducation physique qui permit sa diffusion dans plusieurs pays du monde et principalement en Amérique du Sud.

Le Professeur Juan Carlos Ceriani a légué uno nouvelle modalité sportive de jeu de balle au pied qui s'est diffusée sur les 5 continents grâce aux YMCAs et à partir de 1971 dans le cadre de la Fédération Internationale de Futsal (FIFUSA), à laquelle il a participé. Aujourd'hui l'Association Mondiale de Futsal (AMF) poursuit son œuvre inachevée, celle de voir le futsal reconnu en tant que Sport véritable (et non pas en tant que discipline ou modalité d'un autre sport), pour entrer dans la grande famille des Sports olympiques.